# Myrina alcides
Myrina alcides är en fjärilsart som beskrevs av Pieter Cramer 1779. Myrina alcides ingår i släktet Myrina och familjen juvelvingar. Inga underarter finns listade i Catalogue of Life.